# 柯西-黎曼方程
复分析中的柯西-黎曼微分方程（英語：Cauchy–Riemann equations），又称柯西-黎曼条件。是提供了可微函数在开集中為全纯函数的充要条件的两个偏微分方程，以柯西和黎曼得名。这个方程组最初出现在达朗贝尔的著作中。后来欧拉将此方程组和解析函数联系起来。 然后柯西采用这些方程来构建他的函数理论。黎曼关于此函数理论的论文于1851年问世。
在一对实值函数 {\displaystyle u(x,y)} 和 {\displaystyle v(x,y)} 上的柯西-黎曼方程组包括两个方程：
(1a)     {\displaystyle {\partial u \over \partial x}={\partial v \over \partial y}}
和
(1b)    {\displaystyle {\partial u \over \partial y}=-{\partial v \over \partial x}.}
通常，{\displaystyle u} 和 {\displaystyle v} 取为一个复函数的实部和虚部：{\displaystyle f(x+iy)=u(x,y)+iv(x,y)}。假设 {\displaystyle u} 和 {\displaystyle v} 在开集 {\displaystyle C} 上连续可微，则当且仅当 {\displaystyle u} 和 {\displaystyle v} 的偏微分满足柯西-黎曼方程组(1a)和(1b)，{\displaystyle f=u+iv} 是全纯的